# Antònia Fontanillas Borràs
Antònia Fontanillas Borràs (Barcelona, 29 de mayo de 1917 - Dreux, 23 de septiembre de 2014) fue una militante anarcosindicalista y luchadora antifranquista española, muerta en el exilio.

## Biografía
Era nieta de los militantes de la CNT Francesca Saperas i Miró y Martí Borràs i Jover. En 1925, con ocho años, emigró a México con sus padres y hermanos, allí asistió a la escuela durante seis años. Tras la expulsión de su padre de este país, la familia volvió a Cataluña. En 1934 empezó a trabajar en una litográfica y se afilió a la CNT (de la que en 1936 fue elegida delegada de la sección de Artes Gráficas) y a las Juventudes Libertarias. Cuando estalló la guerra civil española intentó alistarse a las milicias confederales en el desembarco de Mallorca, pero acabó trabajando como administrativa para el periódico Solidaridad Obrera.
Al acabar la Guerra civil española se quedó en Barcelona, militando clandestinamente en las FIJL y la CNT e incluso imprimiendo clandestinamente Solidaridad Obrera en su casa, al menos 14 números, entre enero y noviembre de 1945. El 7 de noviembre de 1945 fue desmantelada la imprenta y Fontanillas, junto con otros militantes fue detenida e interrogada liberándola esa misma noche. Continuó colaborando bajo diversos seudónimos, "Una joven libertaria", "Alba",  etc., en el diario clandestino Ruta (1946-1948) y fue responsable de las relaciones entre los presos y su abogado. Cuando su compañero Diego Camacho Escámez fue liberado de la prisión en 1953, se marchó a Francia con él y se establecieron primero en Brezolles y después en Clermont-Ferrand de Auvernia (1954). En Clermont-Ferrand militó activamente en la CNT y el Movimiento Libertario Español y fue responsable del Boletín Ródano-Alpes (1956-1961) con Alejandro Lamela y Diego Camacho, a la vez que colaboraba con Quico Sabaté. En 1957 fue una de las responsables del Boletín Regional FIJL donde colaboró en los campamentos anuales organizados por las Juventudes Libertarias de Francia y España. En 1958 se separó de Diego Camacho y se fue con su hijo a Dreux, donde en 1960 se unió a Antonio Cañete Rodríguez. Colaboró en un grupo de teatro y editó Surco (1966-1967) en castellano, francés y esperanto.
Después de la muerte del dictador Francisco Franco, participó en todos los congresos de la CNT entre 1979 y 1983, y en los de la Confederación General del Trabajo (CGT) entre 1983 y 1997. Participó en numerosas conferencias, exposiciones, jornadas y presentaciones de libros tanto en España como en Francia, Italia y Luxemburgo. El 2007, participó en unas jornadas de la CGT sobre el movimiento Mujeres Libres. También formó parte del Centre International de Recherches sur l'Anarchisme (CIRA).

### Colaboraciones
Bajo diferentes seudónimos, "Tona", "AF Borrás", Fontanillas colaboró en numerosas publicaciones: Action Libertaire , Anthopos , Boletín Amicale , Boletín Ródano-Alpes , CIRA , Le Combat Syndicaliste , Confrontaciones, Espoir , Mujeres Libertarias , El Chico , Nueva Senda , Rojo y Negro , Ruta , Surco , Volontà , CNT , Solidaridad Obrera. Participó en el número especial del centenario de Solidaridad Obrera (núm. 334 de mayo de 2007) editado por la CNT y en unas jornadas organizadas por la CGT sobre la historia de “Mujeres Libres” en octubre de 2007.

## Reconocimientos
- 2014: Exposición y homenaje en la Biblioteca Pública Arús (Barcelona) "Antonia Fontanillas Borràs (1917-2014), semejanza en imágenes y documentos ".[8]
- 2018: Mural feminista de la Concepción donde aparece representada junto con otras 14 mujeres.

## Obras
- Testigo sobre Germinal Gracia (1992, inédito),
- Desde uno y otro lado de los Pirineos (1993, inédito)
- Francisca Saperas (1995, inédito)
- De lo aprendido y vivido (1996, traducido al italiano por Volontà)
- Mujeres Libres. Luchadoras libertarias (1998)
- Lola Iturbe: vida e ideal de una luchadora anarquista (2006, con Sonya Torres)

Escribió una introducción para el libro de Víctor García Contribución a una biografía de Raúl Carballeira (1961). Su testimonio aparece en el libro “Clandestinidad libertaire en Espagne: la presse” (1994) y colaboró en la preparación de una antología sobre Luce Fabbri “La libertad entre la historia y la utopía”(1998).